# Yan Geling
Yan Geling (chinesisch 严歌苓, Pinyin Yán Gēlíng, * 16. November 1958 in Shanghai) ist eine chinesische Schriftstellerin und Drehbuchautorin. Sie ist Staatsbürgerin der USA.

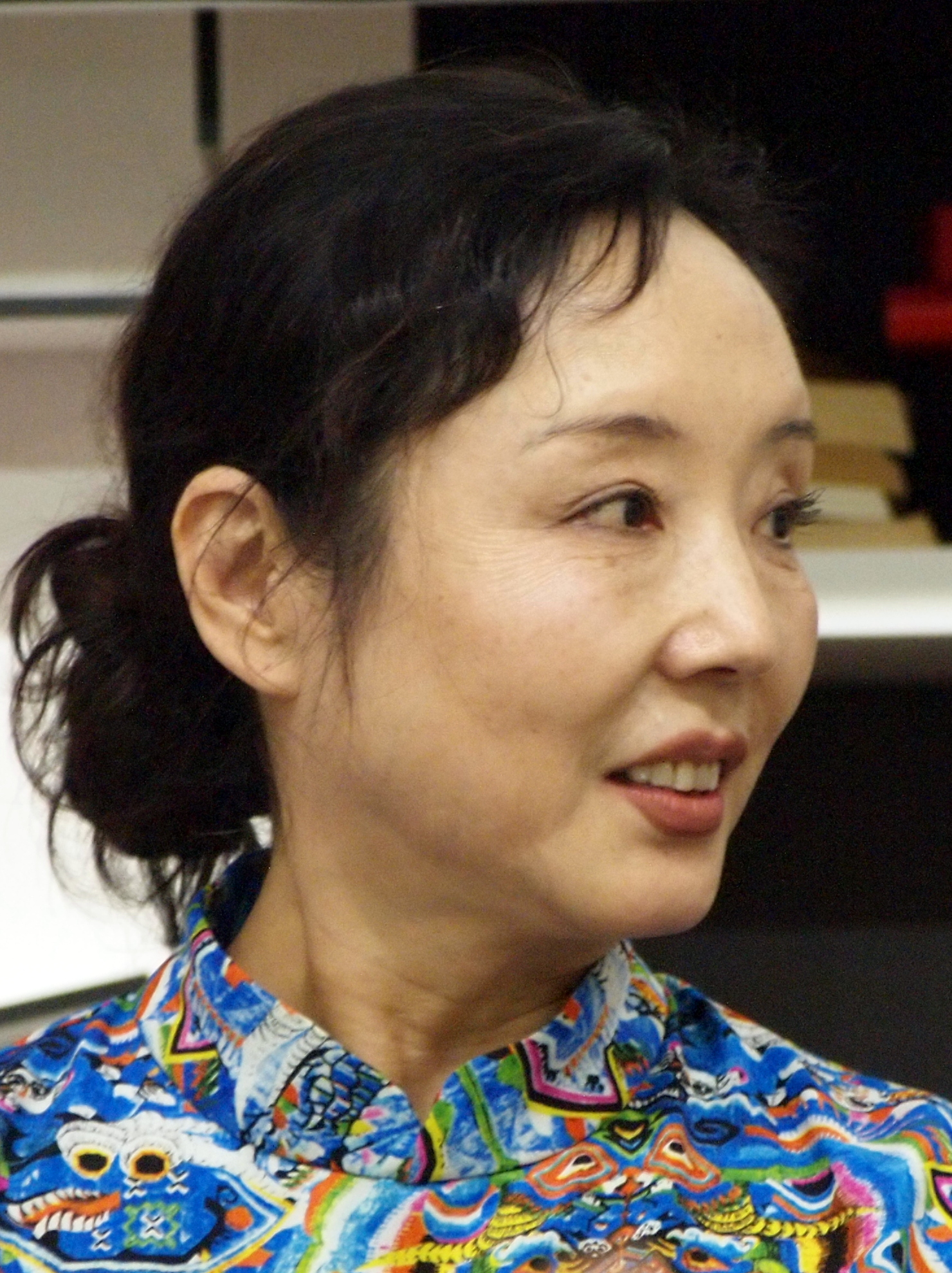
Yan Geling Buchmesse 2014 (02)

## Biografie
Yan Geling wurde 1958 in Shanghai geboren. Ihr Vater war ein bekannter Schriftsteller. Ihr Großvater hatte in den USA promoviert und lehrte in Xiamen als Professor. Er war ein bekannter Übersetzer. Als Kind liebte Yan Geling Musik und Tanz. Im Alter von zwölf Jahren wurde sie als Balletttänzerin in eine Unterhaltungstruppe der Volksbefreiungsarmee aufgenommen. Auf Tourneen bereiste sie ganz China. 1979 wurde sie im Chinesisch-Vietnamesischen Krieg an die Front versetzt. Sie war als Mitglied einer Kreativgruppe vom normalen Militärdienst freigestellt und verfasste während dieser Zeit die Romane „Grünes Blut“ und „Geflüster einer Soldatin“. Beide Romane erschienen in den 80er Jahren im Verlag der Volksbefreiungsarmee und erhielten Preise. 1981 kam der Film „Herzenssaite“, dessen Drehbuch Yan Geling verfasst hatte, in die Kinos.
1986 wurde Yan Geling Mitglied des chinesischen Schriftstellerverbandes und lernte ihren ersten Ehemann Li Kewei kennen. Li Kewei war wie Yan Geling das Kind eines Schriftstellers und selbst Schriftsteller. Sie trennten sich, weil Yan Geling in die USA auswanderte und Li Kewei nach Australien. 1989 ging Yan Geling in die USA. Sie studierte an der Columbia College Chicago literarisches Schreiben und erwarb einen Abschluss als Master of Fine Arts. 1989 lernte sie ihren zweiten Ehemann, den Diplomaten Lawrence Walker, kennen.
Durch ihre eigene Erfahrung des Fremdseins und der harten Studentenjobs, mit denen sie ihr Studium finanzierte, fing sie an sich für die Lebensgeschichten in die USA eingewanderter Chinesen zu interessieren. Es entstanden „Fräulein Xiaoyu“, „Fusang“ und andere Romane und Erzählungen, die sich um dieses Thema drehten. „Fusang“ erschien 1986 auf Taiwan. Die Erzählung „Fräulein Xiaoyu“ erhielt einen Preis der taiwanesischen Zeitung Central Daily. Sie wurde von Sylvia Chang verfilmt. Ang Lee produzierte den Film und schrieb mit Sylvia Chang zusammen das Drehbuch. Der Film kam 1995 auf Taiwan in die Kinos. Eine weitere Erzählung von Yan Geling diente als Vorlage für den Film „Xiu Xiu The Sent Down Girl“. Regisseurin war Joan Chen. Der Film wurde im Wettbewerb der Berlinale 1998 gezeigt.
2001 erschien „Fusang“ in den USA unter dem Titel „The Lost Daughter of Happiness“ und wurde ein Bestseller. Seit 2000 erschienen ihre Werke in der Volksrepublik China und auf Taiwan. Sie wurden in verschiedene Sprachen übersetzt. Ihre Werke erhielten zahlreiche Preise. 2004 ging Yan Geling zusammen mit ihrem Ehemann für mehrere Jahre nach Afrika. Dort entstand ein Band mit Essays mit dem Titel „African Jottings“. Viele ihrer Werke wurden zur Vorlage für Fernsehserien und Filme. Die Fernsehserien wurden in der Volksrepublik China auf verschiedenen Sendern ausgestrahlt. Zhang Yimou, Chen Kaige und Feng Xiaogang drehten Filme nach ihren Romanvorlagen.
2018 wurde sie in die Academy of Motion Picture Arts and Sciences berufen, die jährlich die Oscars vergibt.

## Werke (Auswahl)

### Im Verlag der Volksbefreiungsarmee
- Green Blood 绿血  1985
- Whispers of a Woman Soldier 一个女兵的悄悄话 1987
- Female Grasslands  雌性的草地 1989

### Erstveröffentlichung auf Taiwan, später auf dem Festland veröffentlicht
- Straw-Sandaled Nobility 草鞋权贵  1995
- The Lost Daughter of Happiness  扶桑  1996
- The Human Realm 人寰  1998
- No Exit Café 无出路咖啡馆  2001
- The Secret Talker 密语着  2004

### Werke, die als Vorlagen für Fernsehserien dienten
- A Woman’s Epic 一个女人的史诗 veröffentlicht 2012,[10]
gleichnamige Fernsehserie mit 34 Folgen, Erstausstrahlung 2009[11]
- The Ninth Widow 第九个寡妇 veröffentlicht 2008.[12]
gleichnamige Fernsehserie mit 33 Folgen, Erstausstrahlung 2012[13]
- Little Aunt Tatsuru 小姨多鹤 veröffentlicht 2008,[14]
gleichnamige Fernsehserie mit 36 Folgen, Erstausstrahlung 2009[15]
- Iron Pear Blossoms 铁梨花 Roman von Yan Gelings Vater Xiao Ma von Yan Geling überarbeitet,  erschienen 2010,[16]
gleichnamige Fernsehserie 43 Folgen, Erstausstrahlung 2010[17]
- Happiness Comes Knocking 幸福来敲门 Roman von Yan Geling, erschienen 2011,[18]
gleichnamige Fernsehserie mit 46 Folgen, Erstausstrahlung 2011[19]
- Mama is Getting Married 娘要嫁人 Roman von Yan Geling, erschienen 2013,[20]
gleichnamige Fernsehserie mit 46 Folgen, Erstausstrahlung 2013[21]

### Veröffentlichungen in den USA und im Vereinigten Königreich
- The Lost Daughter of Happiness  扶桑  2001
stand 2002 auf der Bestsellerliste der Los Angeles Times
übersetzt in mehrere Sprachen
- Little Aunt Crane 小姨多鹤 2016
- The Banquet Bug 2006
auf Englisch geschrieben
in Groß-Britannien veröffentlicht unter dem Titel „The Uninvited“
übersetzt in mehrere Sprachen
- The Flowers of War 金陵十三钗 2013
übersetzt in mehrere Sprachen
u. a. auch ins Deutsche unter dem Titel „Die Mädchen von Nanking“

### Kinofilme
- The Flowers of War 金陵十三钗 als Buch erschienen 2007
unter demselben Titel verfilmt von Zhang Yimou Kinostart 2011[22][23]
- The Criminal Lu Yanshi 陆犯焉识  als Buch erschienen 2011
verfilmt unter dem Titel 归来 Coming Home von Zhang Yimou Kinostart 2014[24]
- Youth 芳华 als Buch erschienen 2017
unter demselben Titel verfilmt von Feng Xiaogang Kinostart 2017[25][26]

### Romane und Erzählungen
- The Sojourner 寄居者 2009
- Buyu’s Mountain Hostel  补玉山居  2012
- Macau is a City 妈阁是座城  2014
- My Beautiful Teacher 老师好美  2014
- African Jottings 非洲手记 2016
- Shanghai Dancing Man 上海舞男  2016